# Konami Antiques MSX Collection
Konami Antiques MSX Collection (コナミアンティークスMSXコレクション Konami Antīkusu MSX Korekushon?, "La Colección Antiguas de MSX de Konami") es una serie de videojuegos recopilatorios de títulos de MSX publicada por Konami en Japón para Sony PlayStation y Sega Saturn entre 1997 y 1998, y en noviembre de 2006, dos volúmenes fueron lanzados para PlayStation Network.

## Lista de Juegos

### Volumen 1 (1997 - PlayStation)
- Antarctic Adventure
- Gradius aka Nemesis
- Gofer no Yabō Episode II aka Nemesis 3
- Hyper Sports 2
- Konami's Boxing
- Konami's Ping Pong
- Mopiranger
- Road Fighter
- Sky Jaguar
- Yie Ar Kung-Fu

### Volumen 2 (1998 - PlayStation)
- Athletic land
- Gradius 2 aka Nemesis 2
- Knightmare
- Konami's Golf
- Konami's Billard
- Hyper Sports 3
- Magical Tree
- Super Cobra
- TwinBee
- Yie Ar Kung-Fu II

### Volumen 3 (1998 - PlayStation)
- Comic Bakery
- King's Valley
- Konami's Tennis
- Konami's Soccer
- Konami Rally
- Parodius
- Penguin Adventure
- Pippols
- Salamander
- Time Pilot

### Ultra Pack (1998 - Sega Saturn)
Incluye todos los juegos en las versiones anteriores en un solo disco.
- Datos: Q2745193